# Joseph Reynaud de Lagardette
Joseph, Isidore Reynaud de Lagardette est un homme politique français né le 22 octobre 1799 à Auriples (Drôme) et décédé le 17 février 1865 à Bollène (Vaucluse).

## Carrière politique
Élu maire de Bollène en 1830, il est destitué, en 1832, à la suite d'une harangue contre le Duc d'Orléans. Il sera ensuite élu conseiller général, puis député de Vaucluse en 1848. Il ne sera pas renouvelé à ce poste en 1849. Il se représentera en 1857, sans succès.

## À voir aussi